# Giovanni Domenico Ruffini
Giovanni Domenico Ruffini (Genova, 20 settembre 1807 – Taggia, 3 novembre 1881) è stato uno scrittore e patriota italiano.
È ricordato per il suo romanzo Il Dottor Antonio che fece conoscere Bordighera e la Riviera dei Fiori ai turisti britannici del XIX secolo.

## Biografia
La vita della famiglia Ruffini fu molto travagliata a causa della fragilità di salute dei suoi componenti e dei problemi con la giustizia legati all'attività patriottica. Già il padre, Bernardo Ruffini, d'idee liberali, ebbe dei problemi da giovane, che gli impedirono la carriera in magistratura. 
La madre, Eleonora Curlo Ruffini, figlia del marchese Ottavio Curlo di Taggia, diede alla luce ben tredici figli ma solo 4 maschi e una femmina, Angiolina, giunsero all'età adulta.
Giovanni nasce nel 1807 e trascorre l'infanzia a villa Eleonora a Taggia, successivamente frequenta il collegio Reale della SS Annunziata, dopodiché s'iscrive alla facoltà di legge.
È in quegli anni che il fratello Jacopo gli presenta Giuseppe Mazzini. S'iscrive alla Carboneria e poi alla Giovine Italia e inizia la sua attività patriottica con i fratelli. 
La notte del 13 maggio 1833 il fratello Jacopo viene arrestato e sottoposto a interrogatori particolarmente duri, forse anche alla tortura, visto che si suiciderà nella notte del 18 giugno tagliandosi la gola.
Nel frattempo Giovanni (che il 17 settembre 1833 verrà condannato in contumacia) decide di partire alla volta di Marsiglia, dove ritroverà poi Mazzini. Raggiunto dal fratello minore Agostino, anche lui mazziniano, decide di trasferirsi in Svizzera. Nel 1837, sempre con il fratello, decide di trasferirsi in Gran Bretagna dove inizia a studiare l'inglese.
È in quegli anni che inizia a lavorare al suo primo romanzo “Lorenzo Benoni”, ma non riscontra alcuna approvazione presso le case editrici a cui lo presenta e decide così di metterlo da parte. Nel frattempo in Inghilterra, diventato amico di Thomas Carlyle , grazie a quest'ultimo frequenta gli intellettuali inglesi dell'epoca.
Nel 1841 aveva rivisto brevemente la madre a Montpellier, particolarmente provata dai numerosi lutti famigliari, non ultimo la morte nel 1839 del primogenito Ottavio, che non si era mai interessato di politica, e del marito nel 1840. Giovanni decide di stabilirsi a Parigi dove collabora con Gaetano Donizetti, prima traducendo il "Dom Sébastien" poi scrivendo il libretto del "Don Pasquale", che firma utilizzando il nome di un amico, Michele Accursi.
Nel 1848 dopo l'adozione dello Statuto Albertino rientra in patria e diviene deputato per il collegio di Taggia, e nel 1849 accetta la nomina da parte di Vincenzo Gioberti a ministro plenipotenziario presso la Repubblica francese. L'incarico è però di breve durata perché rimette le sue dimissioni appena sa della caduta in disgrazia di Gioberti, restituendo il denaro versatogli per le sue funzioni. 
Si ritira a Taggia per restare al fianco del fratello Agostino (che morirà nel gennaio del 1855). In quegli anni riprende la scrittura e riesce a pubblicare "Lorenzo Benoni, ovvero Pagine della vita di un Italiano” nel 1853.
In quegli anni conosce Cornelia Turner, con la quale stringe dei rapporti filiali. Nel 1855 pubblica “Il Dottor Antonio”, che risulterà il suo più grande successo letterario. 
Questo romanzo tipicamente ottocentesco è stato importante sia per sostenere la causa del Risorgimento italiano che per far conoscere la riviera Ligure e soprattutto Bordighera al pubblico inglese. Tutti i turisti britannici che si recavano a Bordighera chiedevano di visitare la “Locanda del mattone”, dove la dolce Lucy Davenne era stata curata dal dottor Antonio.
Nel 1856 muore anche la madre, di tutta la numerosa famiglia solo Giovanni e Angiolina sono sopravvissuti.
Nel 1859 pubblica il romanzo “Lavinia” e nel 1863 “Vincenzo”, poi smette di scrivere.
Nel 1874, alla morte della signora Turner, decide di rientrare definitivamente a Taggia, dove muore il 3 novembre 1881 all'età di 74 anni.

## Opere
- Don Pasquale. Dramma buffo in tre atti posto in musica dal maestro Gaetano Donizetti maestro di cappella di camera e compositore di corte di s.m. l'imperatore d'Austria, Milano, Giovanni Ricordi, 1843. Nuova ed.: Milano, Edizioni del Teatro alla Scala, 2012.
- Il dottor Antonio, traduzione dall'inglese di Mara Fabietti, Milano, Cavallotti, 1850. Nuova ed.: traduzione dall'inglese di Marina Carcano, [S. l.], Nabu Press, 2010. ISBN 9781142746155.
- Lorenzo Benoni. Scene della vita di un italiano edite da un amico, prima versione dall'originale inglese, Oneglia, Tipografia di G. B. Tasso, 1854.
- Memoires d'un conspirateur, Paris, Librairie nouvelle, 1855.
- Sanremo rivisitato, versione dall'inglese per cura d'alcuni amici dell'autore, Sanremo, Puppo, 1865.
- A quiet nook in the Jura, Leipzig, B. Tauchnitz, 1867.
- Carlino and other stories, Leipzig, B. Tauschnitz, 1872.
- Lavinia, traduzione italiana dall'inglese, Milano, Battisti e Brigola, 1877.

## Riconoscimenti
- La città di Bordighera eresse un monumento in suo onore.
- La città di Taggia eresse un obelisco in onore dei fratelli Ruffini in piazza degli eroi.[4]
- Alcune città come, Sanremo, Imperia, Trieste, Sesto Fiorentino, Rimini e Costa Volpino, gli hanno dedicato una via.

## Galleria d'immagini

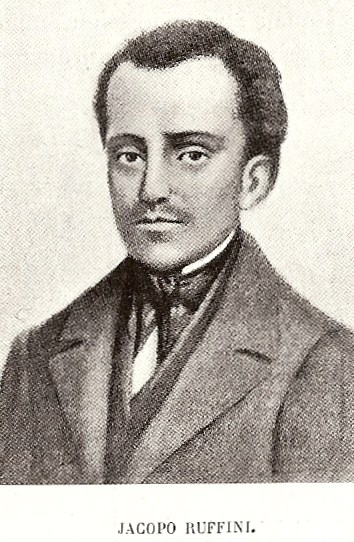
Jacopo Ruffini
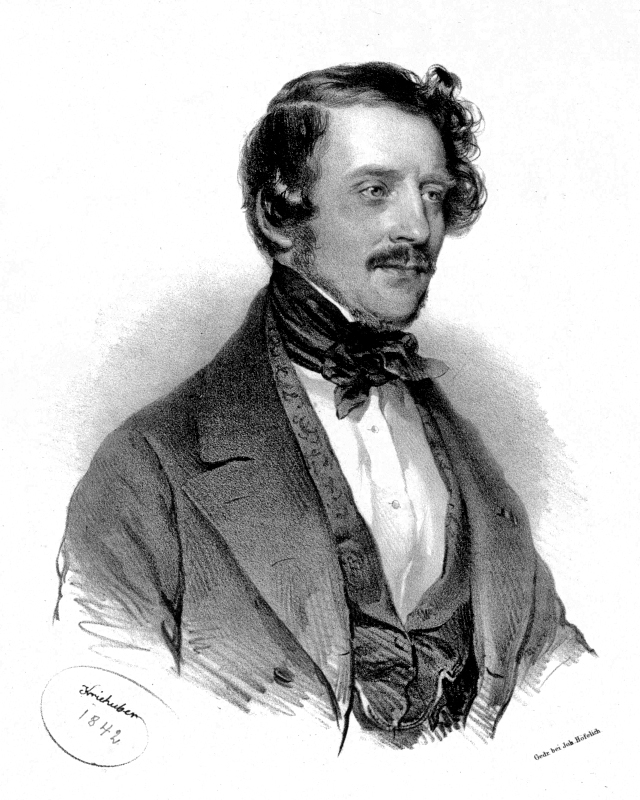
Gaetano Donizetti (1842)
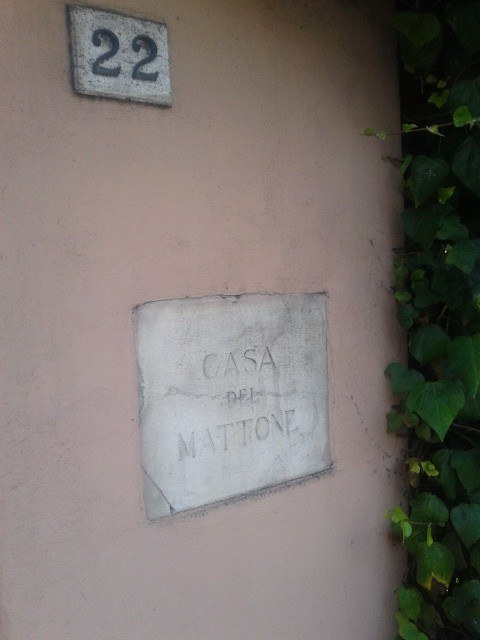
Placca "Casa del Mattone" dal romanzo "Il Dottor Antonio" di Giovanni Ruffini
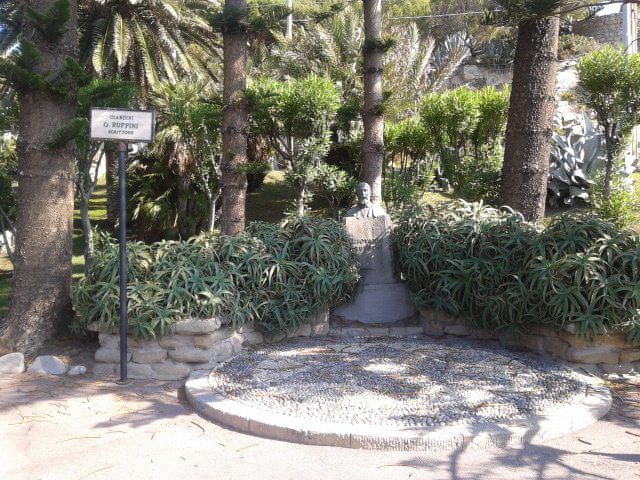
Monumento a Giovanni Ruffini, Bordighera